# Hipertensió intracranial idiopàtica
La hipertensió intracranial idiopàtica (HTICI), coneguda anteriorment com pseudotumor cerebral i hipertensió intracranial benigna, és un trastorn caracteritzat per un augment de la pressió intracranial (pressió al voltant de l'encèfal) sense una causa detectable. Els símptomes principals són mal de cap, problemes de visió, sorolls a les orelles. Altres símptomes són el dolor al clatell i l'esquena i el dolor radicular als braços i les cames com a resultat de l'augment de la pressió espinal associat i l'ompliment forçat dels nervis espinals amb el LCR. Les complicacions poden incloure la pèrdua de visió.
Els factors de risc inclouen el sobrepès o un augment recent de pes. La tetraciclina també pot desencadenar la malaltia. El diagnòstic es basa en els símptomes i una pressió d'obertura elevada que es troba durant una punció lumbar sense cap causa específica en una exploració cerebral.
El tractament inclou una dieta saludable, restricció de sal i exercici. L'acetazolamida també es pot utilitzar juntament amb les mesures anteriors. Un petit percentatge de persones pot requerir una cirurgia per alleujar la pressió.
Al voltant de 2 per cada 100.000 persones es veuen afectades recentment a l'any. La malaltia afecta amb més freqüència dones de 20 a 50 anys. Les dones es veuen afectades unes 20 vegades més sovint que els homes. El trastorn es va descriure per primera vegada el 1897.